# Keita Buwanika
Keita Buwanika (japanisch ブワニカ 啓太 Buwanika Keita; * 16. Dezember 2002 in der Präfektur Tokio) ist ein japanischer Fußballspieler.

## Karriere
Keita Buwanika steht seit Februar 2021 bei JEF United Ichihara Chiba unter Vertrag. Der Verein aus Ichihara spielt in der zweiten japanischen Liga, der J2 League. Sein Zweitligadebüt gab Keita Buwanika am 28. Februar 2021 im Heimspiel gegen Ventforet Kofu. Hier wurde er nach der Halbzeitpause für Takayuki Funayama eingewechselt. Hier schoss er in der 57. Minute auch sein erstes Zweitligator. In seiner ersten Saison bestritt ert 14 Ligaspiele. Mitte August 2023 wechselte er auf Leihbasis zum Ligakonkurrenten Mito Hollyhock. Für den Verein aus Mito bestritt er neun Ligaspiele. Nach Vertragsende bei JEF United unterschrieb er im Februar 2024 einen Vertrag beim ebenfalls in der zweiten Liga spielenden Iwaki FC.